# Номинальный глава

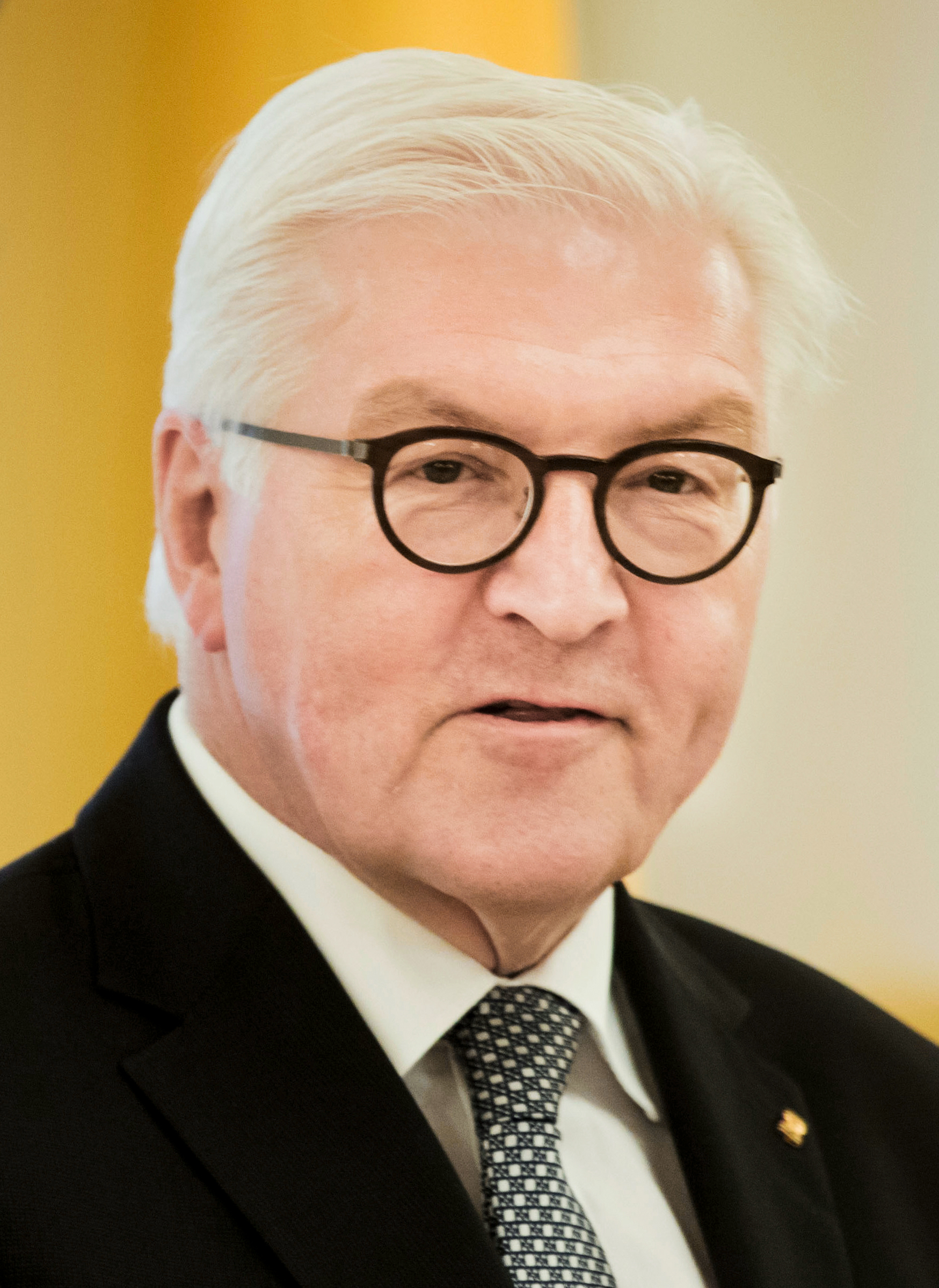
Пример номинального главы — действующий президент Германии Франк-Вальтер Штайнмайер

Номина́льный глава́ или подставно́е лицо́ (англ. figurehead) — термин, обозначающий человека, который де-юре имеет важный и часто чрезвычайно влиятельный титул или должность, но де-факто практически не обладает реальной властью. Зачастую такой человек является главой государства, а не главой правительства. Данный термин на английском происходит от одноимённого названия гальюнной фигуры на носу парусного корабля. 

## Примеры
В странах, где нет президентской формы правления, главой государства может быть монарх или президент, который избирается напрямую гражданами или парламентом. В таких странах полномочия главы государства могут быть широкими или ограниченными, символическими. Это зависит от конкретной политической системы.
Монархи в некоторых конституционных монархиях и президенты в парламентских республиках часто считаются номинальными главами государства. В качестве такого номинального главы можно выделить королеву Великобритании Елизавету II (и впоследствии короля Карла III), которая также формально была королевой 15 королевств Содружества и главой Содружества, но не имела власти над странами, в которых она не была главой правительства, и не осуществляла власть в Великобритании по собственной инициативе. Другие церемониальные главы государства включают императора Японии и короля Швеции, а также президентов большинства парламентских республик, таких как президенты Индии, Израиля, Бангладеш, Греции, Армении, Грузии, Венгрии, Германии, Австрии, Пакистана и Сингапура.
Конституции почти всех парламентских республик формально наделяют президента широкими полномочиями, но фактически их осуществляет премьер-министр.
Некоторые главы государств в однопартийных коммунистических государствах также имеют ограниченные полномочия, например, председатель КНР, если он одновременно не занимает должности генерального секретаря ЦК КПК и председателя ЦВС.
Во время марша на Рим в 1922 году король Италии Виктор Эммануил III, хотя и был церемониальным главой, сыграл ключевую роль в передаче власти Бенито Муссолини. Виктор Эммануил III также сыграл ключевую роль в свержении Муссолини в 1943 году. Король Испании Хуан Карлос I сыграл ключевую роль в защите образовавшейся в Испании демократии и предотвращении попытки государственного переворота в 1981 году.